# Psycho Motel
Psycho Motel – angielski zespół rockowy założony w 1993 przez byłego gitarzystę Iron Maiden - Adriana Smitha, grający rock progresywny.
W skład zespołu wchodzili Adrian Smith (gitara), Hans Olav Solli (wokal), Gary Leideman (bas), Mike Sturgis (perkusja). W tym składzie zespół nagrał w 1996 roku debiutancki album State of Mind który był promowany singlem "Sins of Your Father". Rok później zespół wydał drugą płytę Welcome to the World już z nowym wokalistą, którym został Andy Makin. Mimo że muzyka, podobnie jak na wcześniejszym albumie, stała na bardzo wysokim poziomie artystycznym nie przełożyło się to na sukces komercyjny i zespół zakończył działalność. Jego założyciel, Adrian Smith, dołączył do solowych projektów Bruce'a Dickinsona, by w roku 1999 wrócić razem z nim do Iron Maiden.

## Skład

### Ostatni skład
- Andy Makin – wokal (1997–1999)
- Adrian Smith – gitara (1995–1999)
- Gary Leideman – gitara basowa (1995–1999)
- Mike Sturgis – perkusja (1995–1999)

### Poprzedni członkowie
- Hans Olav Solli – śpiew (1995–1996)

## Dyskografia
- State of Mind (1996)
- Welcome to the World (1997)